# Chromonephthea aurantiaca
Chromonephthea aurantiaca is een zachte koraalsoort uit de familie Nephtheidae. De koraalsoort komt uit het geslacht Chromonephthea. Chromonephthea aurantiaca werd in 1865 voor het eerst wetenschappelijk beschreven door Verrill. 